# Гумінський Олександр Вікторович
Олександр Вікторович Гумінський (нар. 1902, місто Смоленськ, тепер Російська Федерація — розстріляний 29 серпня 1938, Москва) — радянський діяч органів держбезпеки, начальник УНКВС по Калінінській області. Входив до складу особливої трійки НКВС СРСР. Депутат Верховної Ради СРСР 1-го скликання (1937—1938).

## Біографія
Народився в родині прикажчика. У 1910—1913 роках — учень церковноприходської школи міста Смоленська, закінчив три класи. У 1913—1917 роках — учень гімназії міста Смоленська, закінчив три класи.
У червні 1917 — листопаді 1918 року — учень-монтер Смоленської електростанції.
З листопада 1918 по лютий 1919 року — співробітник для доручень Смоленської губернської надзвичайної комісії (ЧК). У лютому — грудні 1919 року — телефоніст 22-го військово-польового будівництва. У грудні 1919 — січні 1920 року — діловод штабу військ ВЧК у місті Смоленську.
У лютому 1920 — січні 1921 року — резидент, уповноважений з інформації відділення інформації і розвідки району № 1 (підрозділ особливого відділу) в містах Рославль, Красний, Духовщина Смоленської губернії. У січні — серпні 1921 року — агент, помічник коменданта районної транспортної ЧК Московсько-Білорусько-Балтійської залізниці.
У серпні 1921 — січні 1922 року — слідчий Смоленського губернського карного розшуку.
У січні — серпні 1922 року — помічник уповноваженого по політичних партіях особливого відділу Західного фронту. У серпні 1922 — липні 1924 року — секретар секретного відділу Повноважного представництва ОДПУ по Західному краю.
У липні 1924 — червні 1925 року — в.о. льотчика-спостерігача 2-ї розвідувальної авіаескадрильї. У червні 1925 — жовтні 1926 року — помічник уповноваженого по політпідготовці особливого відділу Білоруського військового округу.
Член ВКП(б) з січня 1926 року.
У жовтні 1926 — січні 1927 року — помічник уповноваженого особливого відділу 11-го стрілецького корпусу РСЧА. У січні 1927 — лютому 1931 року — уповноважений особливого відділу 4-го корпусу РСЧА.
У лютому — травні 1931 року — особливоуповноважений іноземного відділу Повноважного представництва ОДПУ по Білоруському військовому округу. У травні 1931 — грудні 1932 року — начальник відділення іноземного відділу Повноважного представництва ОДПУ по Білоруському військовому округу.
У грудні 1932 — липні 1934 року — помічник начальника іноземного відділу Повноважного представництва ОДПУ по Білоруській РСР. У липні 1934 — березні 1935 року — помічник начальника іноземного відділу УДБ НКВС по Білоруській РСР. У березні — квітні 1935 року — тво. начальника іноземного відділу УДБ НКВС по Білоруській РСР. У квітні — грудні 1935 року — помічник начальника економічного відділу УДБ НКВС по Білоруській РСР.
У грудні 1935 — вересні 1936 року — начальник транспортного відділу УДБ УНКВС по Західно-Сибірському краю. У вересні — грудні 1936 року — начальник транспортного відділу УДБ УНКВС по Красноярському краю. У грудні 1936 — липні 1937 року — начальник 6-го відділу УДБ УНКВС по Красноярському краю.
У липні — серпні 1937 року — в розпорядженні відділу кадрів НКВС СРСР. У серпні — вересні 1937 року — помічник начальника 6-го відділу ГУДБ НКВС СРСР.
З 8 вересня 1937 по 1 квітня 1938 року — начальник Управління НКВС по Калінінській області. Входив до складу особливої трійки, створеної за наказом НКВС СРСР від 30 липня 1937 року, брав активну участь в сталінських репресіях.
Заарештований 18 квітня 1938 року. Засуджений Військовою колегією Верховного суду СРСР 29 серпня 1938 року до страти. Розстріляний того ж дня. Не реабілітований.

## Звання
- старший лейтенант державної безпеки (22.03.1936)
- капітан державної безпеки (9.04.1937)

## Нагороди
- орден Червоної Зірки (2.07.1937)
- знак «Почесний працівник ВЧК-ДПУ (XV)» (20.12.1932)